# العمالة الأجنبية في الإمارات العربية المتحدة
تمثل العمالة الأجنبية جزءاً كبيراً من الطاقة العمالية في الإمارات العربية المتحدة، والذين تجذبهم فرص العمل والمشاريع والأنشطة الاقتصادية، مشكلين نسبة حوالي 86% من سكان الدولة. ويبلغ عدد جنسيات العمالة الأجنبية، متعددة الثقافات، أكثر من مائتي جنسية.
رغم تأكيد المسؤولون في الدولة على التزامهم احترام حقوق العمالة، إلى أن المنظمات الدولية تصنف الإمارات بشكل سلبي في مؤشرات حقوق العمال والعبودية الحديثة، حيث يتعرض نظام الكفالة لانتقادات قاسية من المنظمات الحقوقية التي تصفه بأنه شكل من أشكال العبودية. وقد رفضت السلطات الإماراتية اقتراحات إضافية لحقوق الإنسان قدمتها الأمم المتحدة كجزء من المراجعة الدورية الشاملة للإمارات، بالإضافة إلى عدد من الاقتراحات التي تخص معاملة العمال الأجانب على وجه خاص، مثل رفض توصيات السماح للعمال الأجانب في إنشاء نقابات عمالية. والإمارات عضوا في منظمة العمل الدولية ومنظمة العمل العربية.

## مكانة الأجانب في الإمارات العربية المتحدة
بلغ عدد سكان دولة الإمارات العربية المتحدة حسب إحصاء عام 2010، 8,264,070 نسمة، يشكل المواطنون نسبة 16% من إجمالي عدد السكان، أي ما يمثل 980 ألف مواطن، بالإضافة إلى 7.32 ملايين مقيم، من العمالة الأجنبية في البلاد.
ويتميز سوق العمل في دولة الإمارات بمستوى متقدم من الكفاءة التنافسية ببلوغة المرتبة السابعة على مستوى دول العالم التي يشملها تقرير التنافسية العالمي بالتصنيف، فضلا عن تميزه بالتنوع الكبير من حيث القطاعات الاقتصادية والطابع الدولي في ظل وجود قرابة الأربعة ملايين عامل وافد، بما يزيد عن 200 جنسية مختلفة.

## الإمارات وحقوق العمالة الأجانبية
رفضت الإمارات، في نهاية العام المنصرم (2014)، البيان الصادر عن منظمة هيومن رايتس ووتش فيما يخص العمالة المنزلية الأجنبية في البلاد، ووصفته بأنه «استخلاص لاستنتاجات شاملة على أساس عينة صغيرة لا تمثل الواقع».
واعتبرت الخارجية الإماراتية أن الدولة تقدم الفرص الاقتصادية للناس من 200 جنسية مختلفة، مؤكدة التزامها بالتحسين المتواصل حماية للعمالة الأجنبية، ونظراً لوجود هذا العدد من العمال الأجانب في الإمارات فلا بد أن تكون هناك بعض الفرص لوجود حالات فردية من الإساءة لا تعكس الوضع العام الذي هو في صالح الغالبية العظمى من أرباب العمل والعمال، معتبرة أن دولة الإمارات ستواصل جهودها لتحسين ظروف العمال الأجانب والدخول في حوار مع بلدانهم لحل القضايا التي تطرأ.
واعتبرت الخارجية أن الدولة صادقت على تسع اتفاقيات لمنظمة العمل الدولية الرئيسية المتعلقة بحقوق العمال وتبنت العديد من القوانين لحماية حقوق العمالة بما في ذلك مجالات التوظيف والأجور والسكن والضمان الصحي، مشيرة إلى أن هذا الملف لا يزال بحاجة للمزيد من العمل، ولذلك فإن الدولة ملتزمة بتعزيز الحماية للعمال الأجنبية وعلى وجه الخصوص العمالة المساندة كأولوية وطنية.
ولفتت الإمارات إلى أن اللجنة الوطنية لمكافحة الاتجار بالبشر أنشأت صندوقاً لدعم ضحايا الاتجار بالبشر، وقامت الإمارات باستضافة مقر الأمم المتحدة الخاص المعني بالاتجار بالأشخاص في أبريل 2014.

## التشريعات المتعلقة بحقوق العمال الأجانب
على المستوى الدولي، تبنت الإمارات تسع من اتفاقيات منظمة العمل الدولية المعنية بحقوق الإنسان وهي:
- الاتفاقية (1) لعام 1919 المعنية «بساعات العمل (الصناعة)»
- الاتفاقية (29) لعام 1930 المعنية «بالعمل الجبري»
- الاتفاقية (81) لعام 1947 المعنية «بتفتيش العمل»
- الاتفاقية (89) لعام 1948 المعنية «بالعمل ليلاً (النساء)، (مراجعة)»
- الاتفاقية (100) لعام 1951 المعنية «بالمساواة في الأجور»
- الاتفاقية (105) لعام 1957 المعنية «بإلغاء العمل الجبري»
- الاتفاقية (111) لعام 1958 المعنية «بالتمييز (في الاستخدام والمهنة)».
- الاتفاقية (138) لعام 1973 المعنية «بالحد الأدنى للسن»
- الاتفاقية (182) لعام 1999 المعنية «بأسوأ أنواع أشكال عمل الأطفال»

وفي إطار تنظيم العمالة وحمايتها من الاستغلال بدءاً من مرحلة استقطابها في بلدانها قامت الدولة بالتوقيع على عدد من مذكرات التفاهم الثنائية في مجال القوى العاملة مع عدد من الدول الشقيقة والصديقة المرسلة للعمالة كالهند وباكستان والصين والفلبين وسريلانكا واندونيسيا، لحماية حقوق العمال وتنظيم عملية دخولهم للدولة وتوعيتهم بالنظام القانوني والحقوق والواجبات في عقد العمل.
كما سعت إلى صياغة إطار للتعاون الإقليمي في إدارة دورة العمل التعاقدي بين الدول الآسيوية المرسلة والمستقبلة للعمالة التي أسست لـ “حوار أبو ظبي” وشاركت في لقائه الأول على مستوى وزراء العمل في مطلع 2008.
وحظي موضوع العمالة المساندة والتي تندرج ضمنها «العمالة المنزلية» باهتمام كبير من قبل الدولة، ففي أبريل 2007 فرضت دولة الإمارات صيغة عقد العمل الموحد الخاص بالفئات المساعدة في المنازل ومن في حكمهم على المستوى الاتحادي.
وينظم هذا العقد الأعمال التي يقومون بها بما يتناسب مع طبيعتها ويغطي العديد من الجوانب المختلفة كالرواتب ومدة العقد ومنحهم فترات كافية للراحة إلى جانب توفير العلاج والرعاية الصحية وفقاً للنظام الصحي المعمول به في الدولة
وجاءت نصوص قانون العمل لحماية حقوق العمال، منها المساواة في الاستخدام والمهنة بين العمال أياً كانت جنسياتهم أو دياناتهم أو معتقداتهم السياسية أو غير ذلك من أسباب التمييز.
كذلك أطلقت وزارة العمل بالتعاون مع المصرف المركزي نظام حماية الأجور الذي نظم الأجر وكفل الوفاء به باعتباره ركناً أساسياً في عقد العمل ولا يقوم العقد إلا بتحديد الأجر فيه وكفل التشريع حرية تصرف العامل في أجره.وقد حدد القانون ساعات العمل والإجازات طبقاً لمعايير العمل الدولية بحيث لا تزيد عن ثماني ساعات في اليوم.
وحول سلامة العمال ورعايتهم الصحية والاجتماعية بيّن القانون التزامات صاحب العمل بتوفير وسائل الوقاية لحماية العمال من أخطار الإصابات والأمراض المهنية وأخطار الحريق وسائر الأخطار التي تنتج عن استعمال الآلات وغيرها من أدوات العمل وإجراء الفحص الدوري على العمال وتوفير العناية الطبية وفق ما تقرره السلطات الحكومية المختصة.
وتجبر وزارة العمل صاحب العمل على توفير سكن مناسب للعمال وفقاً لاشتراطات تلبي سبل الحياة الكريمة لهم وتقوم بالمراقبة الفعالة لتطبيق ذلك، حيث يقوم مفتشو وزارة العمل بتنفيذ زيارات تفتيشية مستمرة بغرض متابعة تطبيق المنشآت لمعايير الصحة والسلامة المهنية وللتدقيق على السكن العمالي ومدى ملاءمته للمواصفات والمعايير المطلوبة للسكن الجيد.
كما يلزم القانون في الدولة صاحب العمل بعلاج العامل في حالة إصابته بإصابة عمل أو مرض مهني وفقاً لإجراءات مكتوبة يتعين اتباعها. وعملت الدولة على إيجاد آليات إدارية وقضائية لتسوية منازعات العمل الفردية والجماعية.
وفي مجال محاربة الاتجار بالبشر، تلتزم الإمارات بمكافحة هذه الظاهرة، حيث كانت أول دولة في المنطقة تطبق القانون الشامل لمكافحة الاتجار بالبشر، وهو القانون الاتحادي رقم 51 لسنة 2006، كما تم في عام 2007 تأسيس اللجنة الوطنية لمكافحة الاتجار بالبشر، كما أن الدولة عضو في عملية بالي ووقعت اتفاقيات عديدة مع البلدان المصدرة للعمالة لمنع الاتجار بالبشر.
وكان مجلس الوزراء قد أقر، بعد ذلك، تعديلات على أحكام هذا القانون، تضمنت عدداً من الأحكام الجديدة التي تضمن حقوق ضحايا هذه الجرائم مثل العلاج النفسي أو العضوي وتوفير مراكز التأهيل الطبي أو النفسي وتوفير محام للضحية وفق إجراءات المحاكم في الدولة

## المؤسسات المعنية بالعمالة الأجنبية

### على مستوى وزارة العمل
•	إدارة التوجيه العمال: تم استحداثها بموجب قرار وزارة العمل رقم) 551 (بتاريخ 17 2009/5/، من مهامها الرئيسية نشر الوعي بقانون العمل والقرارات المنفذة له وتعريف العمال وأصحاب الأعمال بإجراءات وسياسات وزارة العمل، وتحسين وتفعيل العلاقة بين طرفي العمل والوزارة.
•	وحدات الرعاية العمالية: وهي من أحدث مبادرات وزارة العمل في مجال توفيرالرعاية والحماية للعمال والعمل على رفع مستوى الوعي لديهم بحقوقهم، وقد تم أيضا إنشاء وحدة الرعاية العمالية المتنقلة للوصول إلى جميع الفئات العمالية التي يصعب الوصول إليها العمال الأجانب

### على مستوى وزارة الداخلية
تتوفر وزارة الداخلية على إدارات تابعة لها، متخصصة في شؤون الأجانب، على مستوى كل إمارة، بهدف تقديم وثائق الإّقامة وتجديدها، ومواكبة الأجانب،
- الإدارة العامة للإقامة وشؤون الأجانب – دبي
- الإدارة العامة للإقامة وشؤون الأجانب – أبوظبي
- الإدارة العامة للإقامة وشؤون الأجانب – الشارقة
- الإدارة العامة للإقامة وشؤون الأجانب – عجمان
- الإدارة العامة للإقامة وشؤون الأجانب – الفجيرة
- الإدارة العامة للإقامة وشؤون الأجانب – رأس الخيمة
- الإدارة العامة للإقامة وشؤون الأجانب – أم القيوين

### معهد الإمارات للجنسية والإقامة
وهو مركز تخصصي للتدريب أطلق، مهمته تدريب موظفي الجنسية والإقامة والمنافذ وإكسابهم المهارات وتزويدهم بالمعرفة اللازمة للتعامل مع المواضيع الخاصة بالجنسية والإقامة والمنافذ، ويدخل من ضمن البرامج التدريبية لهذا المركز التعامل مع قضايا الفئة المساعدة في الأعمال المنزلية ومن في حكمهم.

### على مستوى وزارة العدل
قامت الوزارة بتأسيس محاكم ودوائر متخصصة للنظر في قضايا العمال، وربط بعضها إلكترونيا بوزارة العمل مما يسمح بتبادل المعاملات والحصول على البيانات مما يؤدي إلى سرعة إصدار الاحكام، إلى جانب إنشاء لجنة منازعات العمل الجماعية في كل دائرة من دوائر العمل تضم ممثلين للعمال وأصحاب العمل، وتلزم اللجنة بالتوصل إلى قرار في النزاع خلال اسبوعين من احالته اليها مع جواز الطعن على قرار اللجنة أمام محكمة الاستئناف خلال 30 يوم.

## الإجراءات والإنجازات الخاصة بحماية حقوق العمال الأجانب

### إستراتيجية حماية حقوق العمالة
عمدت وزارة العمل إلى وضع إستراتيجية وخطة عمل تهدف إلى توفير وكفالة حقوق العمالة الوافدة بالدولة وتحسين ظروف عملهم ومعيشتهم. وتحسين ظروف عملهم وتتشكل معالم هذه الإستراتيجية من العناصر:
- حماية حق العمال في الحصول على الأجر العادل المتفق عليه عبر نظام حماية الأجور وفي الوقت المحدد في عقد العمل.
- تطوير آليات سوق العمل في الدولة بما يحقق المزيد من المرونة وتحرير حركة تنقل العمالة داخل سوق العمل ويحقق التوازن في العلاقة التعاقدية بين صاحب العمل والعامل.
- حماية حق العمال في السكن وفي الحياة في ظل بيئة مناسبة وآمنة تتوفر فيها مقومات الحياة الكريمة، واعتماد دليل المعايير العامة للسكن العمالي الجماعي.
- توفير سبل انتصاف فعالة للعمال في حالة وجود نزاع عمالي مع صاحب العمل وتسهيل عملية التقاضي عن طريق إنشاء مكاتب العلاقات العامة بالمحاكم العمالية التي تسهم في حل النزاعات العمالية بشكل ودي.
- تعزيز التعاون الثنائي والدولي في مجال العمالة، عن طريق توقيع مذكرات التفاهم وتعزيز أُطر التعاون والشراكة بين الدول المستقبلة والمصدرة للعمالة.

آليات تلقي الشكاوى والبلاغات: هناك 7 أرقام مجانية تابعة لوزارة الداخلية لتلقي الشكاوي والبلاغات في عدد من المجالات كالاتجار بالبشر والعمال.
المعالجة الفعالة للمنازعات العمالية: حيث نفَّذت وزارة العمل مبادرة إنشاء «مكاتب علاقات العمل» لدى بعض المحاكم، تعمل على توفير الدعم والإسناد للمكاتب من خلال تزويدها بالبيانات والمعلومات المتعلقة بالمتخاصمين، بما يسهم في الإسراع بإجراءات التقاضي وحل النزاع بينهما، لا سيما من حيث تنفيذ الأحكام الصادرة وتجميد ملفات المنشآت المتخلفة عن تنفيذ الأحكام القضائية ووقف التعامل معها وتسييل الضمانات المصرفية لصالح العمال وفقاً للأحكام القضائية الصادرة، كما عمدت الوزارة إلى تطبيق برنامج للربط الإلكتروني بين المحاكم العمالية ووزارة العمل لتقليص الإجراءات المتبعة وتيسير إنجاز الأعمال المشتركة بين الجانبين.
التعاون الدولي ومبادرات لحماية حقوق العمال:  حرصاً من الدولة على تعزيز الشراكة مع الدُول المرسلة للعمالة وتنفيذاً لتوصيات الدورة الأولى لحوار أبو ظبي في يناير2008، والذي تم تأسيسه بهدف إرساء مبدأ التعاون الشامل بين دول الإرسال والاستقبال في معالجة قضايا العمالة الوافدة بما يكفل صيانة الحقوق والالتزام بالواجبات من قبل جميع الشُركاء، قامت وزارة العمل بالتعاون مع وزارتي العمل في الهند والفلبين بتطبيق المشروع النموذجي حول «تطويرإدارة دورة العمل التعاقدي»، والذي تم رصد كل ما يتعلق بالمراحل الأربعة لدورة العمل التعاقدي
1. .	مرحلة ما قبل المغادرة والانتقال للعمل في دولة الاستقبال.
2. .	مرحلة الإقامة والعمل في دولة الاستقبال.
3. .	مرحلة التهيئة والاستعداد للعودة مرة أخرى إلى بلد الإرسال
4. مرحلة العودة وإعادة الاندماج في دولة الإرسال.

ووقعت دولة الإمارات العديد من مذكرات التفاهم مع الدول الآسيوية المرسلة للعمالة، واتفاقيات أخرى للتعاون الثنائي مع الدول العربية المُرسلة للعمالة بهدف تنظيم وصيانة حقوق العمالة الوافدة من هذه البلدان.
- التأمين الصحي للعمالة: حيث يتمتع العامل ببطاقة صحية تسهل له العلاج دون تحميل العامل مصاريف هذه البطاقة، كما استحدثت إمارة أبو ظبي بوليصة تأمين شامل وإجباري تغطي كل العمال بمن فيهم العمالة المنزلي، وذلك على نفقة أصحاب العمل، وسوف يعمم نظام التأمين الصحي الذي طبق في أبو ظبي، على كافة أنحاء الدولة.

	توفير السكن الملائم للعمال: حيث أصدر مجلس الوزراء قراراً سنة 2009، في شأن اعتماد دليل المعايير العامة للسكن العمالي الجماعي والخدمات الملحقة به، والذي يلزم الجهات المعنية بمنح تراخيص السكن العمالي الجماعي، والذي شدد على مسؤولية أصحاب العمل بوجوب توفير سكن عمالي يتناسب مع المعايير المعتمدة، وتنفيذاً لهذا القرار، تم البدء في إنشاء المدن العمالية النموذجية وفق تلك المعايير والتي بلغ عددها حاليا 21 مدينة عمالية نموذجية تستوعب حوالي 345.400 ألف عامل، كما أن القرار ألزم كل منشأة عاملة في الدولة بتعديل أوضاع سكنها العمالي الحالي للتوافق مع تلك المعايير خلال مدة أقصاها خمس سنوات تبدأ يوم دخول القرار حيز التنفيذ أي بنهاية 2014.
الحماية من جميع أشكال الاستغلال: حيث أصدر مجلس الوزراء القرار رقم 10، لعام 2012 في شأن الرسوم والغرامات المقررة على الخدمات التي تقدمها وزارة العمل، وقرار وزارة العمل رقم 1187 لعام 2010 بشأن ضوابط ومعايير تصنيف المنشآت، والتي يتم بمقتضاها فرض رسوم وغرامات مالية باهظة على الخدمات التي تقدمها الوزارة للمنشآت غير الملتزمة بضمان الحقوق الأساسية والإنسانية للعمال وبتنفيذ أحكام التشريعات الوطنية.
حماية العمال من الخداع أو الاحتيال قبل الاستقدام: من خلال تطبيق نظام التحقق من صحة العقود، الذي تمت تجربته مع الهند، حيث يتم بموجبه إرسال العقود من الدول 26 المستقبلة للعمالة إلى الدولة المرسلة لها قبل مغادرة العمال لاعتمادها والمصادقة على تسهيل معاملات الخروج وحل أي نزاعات لاحقة.
تيسير حرية تنقل العمالة: حيث أصدر وزير العمل القرار رقم 1186 لسنة 2010، في شأن ضوابط وشروط منح تصاريح عمل جديدة للعامل بعد انتهاء علاقة العمل للانتقال من منشأة إلى أخرى، والذي يتيح للعامل المنتهية علاقته التعاقدية مع صاحب العمل الحصول على تصريح عمل جديد دون التقيد بمضي مدة الستة الأشهر المعمول بها سابقاً والانتقال إلى منشأة أخرى وفق شروط محددة، وكان من نتائجه الزيادة الملحوظة في حركة التنقلات الداخلية للعمالة .
ضبط ممارسات وكالات استقدام وتوظيف العمالة: في ضوء دراسة تم إعدادها بالتعاون مع منظمة العمل الدولية أصدر وزير العمل القرار رقم 3821، لعام 2010، بشأن شروط ومتطلبات الترخيص لوكالات التوظيف الخاصة وتنظيم عملها، والذي يقر قواعد صارمة لمنح تراخيص وكالات التوظيف الخاصة، حيث يحظر مزاولة نشاطي التوسط والتوظيف المؤقت، دون الحصول على تصريح من الوزارة، ويشترط لمنح التصريح أن تتوفر في طالب الترخيص عدداً من الشروط المؤهلة، من أبرزها ألا يكون قد حكم علية في جريمة مخلة بالشرف أو الأمانة أو من جرائم الاتجار بالبشر، أو بسبب ارتكابه إحدى المخالفات المنصوص عليها في قانون علاقات العمل والقرارات الوزارية المنفذة له، كما يلزمه بأن يقدم للوزارة ضماناً بنكياً لا تقل قيمته عن ثلاثمائة ألف درهم في حال ممارسة عمل من أعمال التوسط، ولا تقل عن مليون درهم في حال ممارسة أعمال التوظيف المؤقت، وأن يكون لدى مدير الوكالة الخبرة والمؤهلات العلمية التي تمكنه من إدارة هذا النشاط، ويشترط الا يكون طالب الترخيص مالكاً أو شريكاً في منشأة ثبت ارتكابها أي مخالفة لقانون العمل والقرارات المنفذة له.

## المدن العمالية
تعتبر المدن العمالية من أهم المشاريع الاجتماعية والسكنية التي تم إنجازها في دولة الإمارات العربية المتحدة منذ حوالي ثمان سنوات. وهي مدن تأوي العمالة الوافدة والمقيمة بالإمارات في ظل مواصفات عالية الجودة، وشروط تستجيب للمعايير الدولية في مجال توفير السكن اللائق والبيئة الصحية السليمة للعاملين، وأفراد أسرهم[بحاجة لمصدر]، مع توفير المرافق الخدماتية الضرورية والمتطورة.[بحاجة لمصدر] وتتوفر المدن العمالية على العديد من الخدمات، حيث توجد محلات تجاريةً، ومحالات هايبر ماركت، إضافة إلى مكاتب شحن وبريد وسفر، وكذا مستشفيات، وحدائق ترفيهية، ومرافق رياضية. وتتوفر الدولة حالياً، على حوالي ثلاثين مدينة عمالية (إلى حدود 2015)، يقطنها ما يزيد عن ربع مليون شخص.
وتتوزع هاته المدن عبر ثلاثة أنواع:
- المدن الدائمة: ويقطن بها عمال القطاعات التشغيلية وقطاع الصناعة. وقد منحت المؤسسة العليا للمناطق الاقتصادية المتخصصة عقودا للمستثمرين لتشغيل هذه المدن لمدة ثلاثين عاما قابلة للتجديد.
- مدن عمال البناء: تضم عمال قطاع البناء والتشييد، وتصل الفترة الاستثمارية فيها إلى عشرين سنة غير قابلة للتجديد .
- المدن المؤقتة: تهم عمال شركات التطوير والخدمات اللوجستية في المنطقة الغربية، وبصفة خاصة في منطقة الرويس، وتتراوح مدة إيجار أراضي هذه المدن من 3 إلى 5 سنوات.